# Karanos
Karanos (gr. Κάρανος) (808 - 778 p.n.e.) – legendarny założyciel państwa macedońskiego. Według Herodota pierwszym królem był Perdikkas I, natomiast Karanos jest wspominany jako pierwszy władca Macedonii u Teopompa. 
Wedle greckiego mitu Karanos był jednym z synów króla Temenosa. Temenos wraz z Kresfontesem i Aristodemosem zdobyli wschodni i południowy Peloponez. Po zakończeniu wspólnego podboju postanowili podzielić zdobyte terytoria między siebie. Kresfontes otrzymał Mesenię, Aristodemos Lakonię a Temenos Argolidę. Po śmierci Temenosa doszło do konfliktu między książętami o to, kto powinien zostać królem. Jeden z nich, Fejdon pokonał braci w bitwie i sam przejął władzę królewską. Wtedy Karanos postanowił znaleźć sobie własne królestwo, gdzie mógłby rządzić jako król. Najpierw jednak udał się do Delf, aby skorzystać z rady Pytii. Wyrocznia poradziła mu: "powinieneś znaleźć swoje królestwo tam gdzie znajdziesz mnogość dzikich i udomowionych zwierząt." Dlatego też Karanos wraz ze świtą wyruszył na północ w poszukiwaniu odpowiedniej krainy na założenie swojego nowego królestwa. Gdy nareszcie dotarł do zielonej doliny obfitej w zwierzynę łowną, po której przechadzały się stada kóz, pojął, iż oto spełniła się przepowiednia Pytii. Zbudował więc w tym miejscu miasto które nazwał Ajgaj, co znaczy "Kozie Miasto" lub "Miasto Ludzi Beczących" – identyfikowane z obecną Werginą.      
Według Justyna cytującego Marsjasza

Lecz i Karanos z wielką liczbą Greków szukał siedzib w Macedonii, ponieważ takie polecenie otrzymał od wyroczni. Przybył on do Ematii w pościgu za trzodą kóz, które uciekały przed gwałtownymi deszczami i zajął miasto Edessę. Jej mieszkańcy z powodu ulewnych deszczów i gęstej mgły nie spodziewali się żadnej napaści. Wtedy przypomniał sobie wyrocznię, która nakazywała mu w poszukiwaniu własnego państwa iść za kozami jako swymi przewodnikami. Edessę ustanowił więc stolicą swojego państwa. Później jako nakaz religijny przyjął to, że dokądkolwiek wyruszy z wojskiem, na przodzie oddziałów tak samo umieści kozy aby były one tak przewodniczkami w jego przedsięwzięciach, jak były założycielkami jego królestwa. Z uwagi na pamięć o oddanej przez nie przysłudze nazwał miasto Edessę Ajgeją lud zaś Ajgeadami (potomkami kóz).

Według "Kroniki" Euzebiusza z Cezarei

Przed pierwszą Olimpiadą, Karanos poniesiony ambicją zebrał armię Argwijczyków i reszty Peloponezu, w ordynku poprowadził ich ku ziemią Macedończyków. W tym czasie król Orestydy toczył wojnę z sąsiednią Erodają i poprosił (Karanosa) o wsparcie, obiecując mu w zamian połowę swoich ziem jeśli tylko Orestydzi zwyciężą. Król dotrzymał swojej obietnicy i Karanos wziął w swoje władanie obiecane terytorium. Rządził trzydzieści lat, aż do swoje śmierci w podeszłym wieku. Po nim władzę przejął jego syn Kojnos który rządził przez dwadzieścia osiem lat.